# Рябчиков, Игорь Дмитриевич
И́горь Дми́триевич Ря́бчиков (6 сентября 1937 — 27 ноября 2017) — российский геохимик, академик РАН (1992). Занимался вопросами геохимии и термодинамики магматизма, теории петрогенеза, физико-химической петрологии и генезиса полезных ископаемых.

## Биография
Родился 6 сентября 1937 года в Москве в семье специалиста по аналитической химии, члена-корреспондента АН СССР Д. И. Рябчикова.
В 1959 году окончил геологический факультет МГУ.
Работал в Институте геологии рудных месторождений, петрографии, минералогии и геохимии с 1959 года.
В 1963 году защитил кандидатскую диссертацию по теме «Термодинамический анализ поведения малых элементов в ходе кристаллизации силикатных расплавов».
В 1973 году защитил докторскую диссертацию по теме «Термодинамика флюидной фазы гранитоидных магм».
26 декабря 1984 года избран членом-корреспондентом АН СССР.
11 июня 1992 года избран академиком РАН.
Профессор кафедры геохимии геологического факультета МГУ, читал курсы лекций «Геохимия мантии», «Геохимия».
Скончался 27 ноября 2017 года. Похоронен на кладбище «Ракитки» (участок 17).

## Основные работы
Автор более 250 научных публикаций.
Основные монографии:
- Термодинамический анализ поведения малых элементов при кристаллизации силикатных расплавов. М., 1965;
- Термодинамика флюидной фазы гранитоидных магм. М., 1975;
- Эволюция известково-щелочных магм. М., 1983;
- Коэффициенты распределения редких элементов в магматических породах. М., 1984;
- Генезис коматиитов и коматиитовых базальтов. М., 1987;
- Геохимическая эволюция мантии Земли. М., 1988.

## Награды
- 1987 — Орден «Знак Почёта»
- 1987 — Премия имени В. И. Вернадского АН СССР[5]
- 2004 — Премия имени А. Е. Ферсмана РАН
- 2013 — Премия имени Д. С. Коржинского РАН